# Embrassez-moi (film, 1929)
Pour les articles homonymes, voir Embrassez-moi.
Pour plus de détails, voir Fiche technique et Distribution.
Embrassez-moi est un film français réalisé par Robert Péguy, sorti en 1929.

## Fiche technique
- Titre : Embrassez-moi
- Réalisation : Robert Péguy
- Scénario : Robert Péguy, d'après la pièce de Tristan Bernard, Yves Mirande et Gustave Quinson
- Photographie : Paul Guichard
- Décors : Cesare Silvagni
- Pays d'origine :  France
- Production : Les Films Alex Nalpas
- Date de sortie : France, 8 février 1929

## Distribution
- Charles Prince
- Suzanne Bianchetti
- Jacques Arnna
- Félix Barré
- Hélène Hallier
- Geneviève Cargese
- Ernest Verne
- Henry Richard
- Marcel Lesieur
- Éliane Tayar